# العرب المغاربيون
العرب المغاربيون أو عرب شمال افريقيا هم سكان منطقة المغرب العربي في شمال إفريقيا لغتهم الأم هي العربية وهم عرب ويمكنهم أيضًا تتبع أصولهم إلى القبائل العربية في شبه الجزيرة العربية التي نشرت الإسلام في المغرب العربي. يشترك العرب المغاربيون مع شبه الجزيرة العربية أكثر مما يتشاركون مع دول إفريقيا جنوب الصحراء. هؤلاء العرب هم نتاج الفتح العربي لشمال إفريقيا وانتشار الإسلام إلى أفريقيا. كانت هجرة القبائل العربية إلى شمال إفريقيا في القرن الحادي عشر عاملاً رئيسياً، بشكل رئيسي بنو حسن وبني هلال وبنو سليم.
يشكل أحفاد العرب الأصليين الذين يستمرون في التحدث باللغة العربية الفصحى واللهجة العربية لغة أولى أكبر مجموعة سكانية في المغرب العربي.